# Annelouise van Naerssen
Annelouise van Naerssen (Utrecht, 10 december 1968), ook bekend onder schrijversnaam Annelou Verboon, is een Nederlandse scenarioschrijver. Zij is een telg uit de familie Van Naerssen.
Van Naerssen is bestuurslid van het Netwerk Scenarioschrijvers, onderdeel van de Auteursbond.

## Oeuvre

### Bioscoopfilms
- 2024 - Verliefd op Bali
- 2020 - Onze Jongens in Miami
- 2019 - Verliefd op Cuba
- 2019 - 100% Coco New York[5] met Anna Pauwels
- 2018 - Zwaar verliefd! met Rene Molenaar, Chantal van Gastel, Anna Pauwels
- 2017 - 100% Coco met Maarten van den Broek, Marie Kiebert
- 2016 - Onze Jongens
- 2014 - Toscaanse Bruiloft met Tijs van Marle, Maarten Lebens
- 2013 - Verliefd op Ibiza (film) met Tijs van Marle, Maarten Lebens

### Televisiefilms en -series
- Nachtegaal en Zonen
- De Hemelpaort
- De Ludwigs
- Hunter Street (Engelse versie van De Ludwigs)
- Unsere Jungs (Duitse versie van Onze Jongens)
- Voetbalvrouwen
- Bagels & Bubbels
- Verliefd op Ibiza (televisieserie)
- Samen (televisieserie)
- Pista!